# Kドリームス
Rakuten K Dreams（楽天ケイドリームス）は、株式会社ケイドリームスが運営する、車券の販売サイト。「楽ドリ」・「Kドリ」などと略されることもある。
車券販売サービスの運営主体は重勝式勝者投票用電子決済投票システム運営協議会（株式会社ケイドリームスおよび車券を発売する自治体・事業組合による団体）である。なお株式会社ケイドリームスは2014年9月に楽天が全株式を取得し完全子会社化した。
競輪の民間一次請けポータル4社の中の一つであるが、そのポータルの中で唯一、同じJKA管轄のオートレースの車券は発売していない。

## 販売方法
車券の販売はパソコン・携帯電話からインターネット経由で行われ、競輪場内での販売は行わない。また事前に会員登録が必要である。
車券を購入するには、前もって車券購入専用の電子マネー・DERUCA（デルカ）への入金が必要である。入金は、一般金融機関口座振替（楽天銀行・PayPay銀行、都市銀行・地方銀行、その他金融機関）、ゆうちょ銀行口座払込、コンビニ入金（ファミリーマート・旧サークルKサンクスなど）、クレジットカード（JCB・VISA・MasterCard）などの手段がある。楽天ポイントでも車券を購入することが可能である。なお、Rakuten K Dreams購入の取り扱いサービスを行っているところは以下のとおりである。
- Rakuten K Dreams - 株式会社ケイドリームスが運営
- GambooBET（ギャンブーベット） - 日本トーターが運営
- ￥JOY（エンジョイ） - 日刊プロスポーツ新聞社が運営

### Gamboo
取り扱いサービスのうち、日本トーター運営の『Gamboo』（ギャンブー）は独自のサービスを進めており、一部の競輪場や競輪場外車券売場にインターネット用の投票センター（GambooBETターミナル）を設置して現地での現金投票を可能にしている。
- 函館競輪場
- 青森競輪場（青森のミッドナイト競輪通常式のみ）
- 藤崎場外（青森のミッドナイト競輪通常式のみ）
- サテライト六戸（重勝式・通常式）
- サテライト大和（重勝式・通常式）2023年3月末で終了[8]。
- サテライトかしま（重勝式・通常式）
- サテライト前橋（重勝式・通常式）
- ラ・ピスタ新橋
- 立川競輪場
- サテライト横浜（重勝式・通常式）
- サテライト双葉
- サテライト名古屋
- 四日市競輪場
- サテライト笠岡
- サテライト山陽
- サテライト南国
- サテライト宮崎

また、オートレースの通常車券を2013年4月25日の開催よりGambooのウェブサイトにおいて取り扱いを開始する。

## 販売する車券の種類

### 販売中
K-5（ケイファイブ）
1日のうち最終競走から数えて連続する5競走の勝者を予想する「五重勝単勝式」。発売は1口100円単位。買い目は自分で指定する。キャリーオーバー制を採用しており、的中者がいなかった場合は次開催日に繰り越される。払戻金の上限額は6億円。
K-3（ケイスリー）
1日のうち最終競走から数えて連続する3競走の勝者を予想する「三重勝単勝式」。発売は1口100円単位。買い目は自分で指定する。キャリーオーバー制は採用しておらず、的中者なしの場合は購入金額の70%にあたる1口100円につき70円を全投票者に払い戻す（投票券の特払と同じ）。

### 販売終了
BIG DREAM（ビッグドリーム）
1日のうち最終競走から数えて連続する4競走における1着と2着の組み合わせを予想する「四重勝車番二連勝複式」。発売は1口200円単位。買い目はコンピューターが無作為に選ぶが、コンピュータが提示した買い目を変更する（シャッフル）ことができる。シャッフルした場合は買い目がすべて変更され、一部を残してシャッフルすることはできない。また、前の買い目の方がよかったからといって一度シャッフルした買い目に戻ることはできない。投票とシャッフルの合計回数は全競輪場をあわせて1日300回までに制限されており、これを超えると当日は投票もシャッフルもできない。シャッフルを続けて最終的に買わないのも自由で、必ず買わなくてはならぬわけではない。キャリーオーバー（繰越）制を採用しており、的中者がいなかった場合は次開催日に繰り越される。払戻金の上限額は12億円。
K-3two（ケイスリーツー）
1日のうち最終競走から数えて連続する3競走の1着と2着を着順通りに予想する「三重勝二連勝単式」。発売は1口100円単位。買い目は自分で指定する。キャリーオーバー制を採用しており、的中者がいなかった場合は次開催日に繰り越される。払戻金の上限額は6億円。現在は名古屋競輪場と大垣競輪場のみの発売で2012年4月26日から発売開始。
いずれの投票券も、発売は開催日の前夜（昼間開催は19:00から、ナイター開催は22:00から。競輪場により多少異なる場合がある）から最初に発走する対象競走の発走5分前まで発売。
なお、2012年4月以降は重勝式統一発売のDokanto!4two（四重勝車番二連勝複式）を発売するため、グレードレース開催時のBIG DREAMの発売はなし。また、立川は重勝式統一発売をする施行者のため、立川では2012年3月をもってBIG DREAM は終了となった。
2019年4月よりK5が共同開催方式と変更となり、1日1場のみの発売となった（日によっては発売されない日もある）。その関係で、BIG DREAMとK-3twoは終了となった。

## 発売する競輪場
- 立川競輪場 - 2008年4月25日より開始、2012年3月30日の開催をもってBIGDREAMの発売は中止（キャリーオーバーはDokanto!4twoに引き継がれた）
- 函館競輪場 - 2008年5月28日より開始
- 四日市競輪場 - 2008年7月1日より開始
- 名古屋競輪場 - 2008年7月9日より開始
- 岐阜競輪場 - 2008年7月23日より開始
- 取手競輪場 - 2009年10月16日より開始
- 京王閣競輪場 - 2009年11月16日より開始
- 弥彦競輪場 - 2010年8月8日より開始
- 埼玉県※（大宮競輪場・西武園競輪場） - 2010年8月8日より開始
- 富山競輪場 - 2010年8月12日より開始
- 久留米競輪場 - 2011年1月11日より開始
- 岸和田競輪場 - 2011年7月12日より開始
- 和歌山競輪場 - 2011年7月21日より開始
- 前橋競輪場 - 2011年9月28日より開始
- 宇都宮競輪場 - 2012年4月8日より開始[12]
- 大垣競輪場 - 2016年4月2日より開始

西武園と大宮はともに埼玉県主催のため、キャリーオーバー共有方式での発売となる。

## BIG DREAMの的中配当実績
1千万円以上を記述
- 2009年3月11日 四日市競輪場 25,647,900円
- 2009年3月31日 名古屋競輪場 16,900,940円
- 2009年4月28日 一宮競輪場 15,709,200円
- 2009年5月27日 立川競輪場 76,934,700円
- 2009年6月16日 岐阜競輪場 13,324,800円
- 2010年5月29日 函館競輪場 159,787,340円（当時の公営競技史上最高の配当）
- 2010年12月23日 四日市競輪場 31,876,940円
- 2011年1月21日 一宮競輪場 23,095,640円
- 2011年7月4日 名古屋競輪場 43,983,740円
- 2011年9月24日 立川競輪場 32,869,940円
- 2012年2月9日 岐阜競輪場 26,266,340円
- 2012年5月6日 京王閣競輪場 25,093,340円
- 2012年5月11日 西武園競輪場 31,987,500円
- 2012年5月17日 函館競輪場 22,293,600円
- 2013年4月12日 取手競輪場 13,209,000円
- 2014年7月7日 富山競輪場 10,353,300円
- 2016年4月14日 弥彦競輪場 25,816,040円

## 通常車券発売
2011年12月5日の開催より通常の7賭式車券もRakuten K Dreamsを通して購入できるようになり、2015年8月から広島競輪場が最後発となる形で全場の通常車券を発売するようになった。ただし通常車券の発売締切時間は発走時刻の5分前なので注意が必要である。
なお通常車券については立川市（立川競輪場）が管理施行者扱いとなっている。

## 発売終了時における取り扱いについて
一宮競輪場については2008年7月2日より発売が開始されたが、2014年3月16日に本場開催廃止となったため、重勝式については最終開催が終了した時点でキャリーオーバーが発生していた場合には全額を主催者の収益とするが、最終開催日において全レース的中者がいない賭式が出た場合は一つのレースを外した目の購入者全員を繰り上げ的中とする特別措置が実施されることになった。なお、この措置は自転車競技法施行規則第22条の2に基づくもので、チャリロトで廃止された「チャリロト・リターン」のケースと同じ準拠である。
これにより的中者の出なかったBIG DREAMの残額1万7250円、K-5の残額2万4750円が、一宮市の収入となった。

## 本気の競輪TV
Kドリームスでは、2018年の第72回日本選手権競輪より独自の競輪中継番組として『本気の競輪TV』を制作し、YouTube Live で配信している。主にGP・GI レースの際に配信されるが、その他のクラス でも時折配信されることがある。
原則現地から公開生配信する事が多い。但し、2024年以降は同年の第75回高松宮記念杯競輪と第33回寬仁親王牌・世界選手権記念トーナメント と2025年の立川記念 を除き東京の銀座スタジオからの非公開配信となっている。
2020年8月からは、本気の競輪TVを発展させた『にじいろ競輪TV』も主にFII開催をメインに配信を行う。但し、2021年度以降は原則弥彦競輪場で開催される開催のみの配信になっている。また、2023年8月からは、『本気じゃない競輪TV』も立川競輪場の本場開催 をメインに配信を行う。
2024年は、吉岡の病気療養・後閑の9月の共同通信社杯競輪限りの契約満了によっての降板もあって大幅に変更。以前から出演していた金川光浩・前年から出演していた高木真備に加えて、10月の寬仁親王牌以降は同年8月で引退した稲村成浩を解説者として配置する体制に変更。12月のKEIRINグランプリ2024シリーズ以降は、『新・本気の競輪TV』として配信されている。

### 出演者
- 中野浩一
- 吉岡稔真 （2019年の第70回高松宮記念杯競輪より・2023年のKEIRINグランプリ2023シリーズを最後に病気療養中）
- 金川光浩
- 高木真備 （同年の第1回オールガールズクラシックより）
- 稲村成浩 （2024年の第33回寬仁親王牌・世界選手権記念トーナメントより）
- 高田千尋 （2023年の第66回オールスター競輪より）
- 窪真理チャカローズ （2021年のKEIRINグランプリ2021シリーズより）
- 佐野マリア（2020年アシスタントでその後出演していなかったが、2024年の寬仁親王牌以降不定期に出演）

### 過去の出演者
- 山田裕仁（2018年の第72回日本選手権競輪のみ出演）
- 後閑信一（2024年の共同通信社杯競輪まで出演）
- 渡辺聖花（2018年アシスタント・現在は芸能界を引退し[† 7] 、古性優作夫人）
- 矢野冬子（2019年アシスタント）